# وایشنفلد
شهر وایشنفلد (به آلمانی: Waischenfeld) در ایالت بایرن در کشور آلمان واقع شده‌است.